# Отейру (Кабесейраш-де-Башту)
Отейру (порт. Outeiro; МФА: [o.ˈtɐj.ɾu]) — парафія в Португалії, у муніципалітеті Кабесейраш-де-Башту. Розташована в північно-західній частині країни, на теренах історичної португальської провінції Дору-Міню. Входить до складу округу Брага. За адміністративним поділом, чинним до 1976 року, терени парафії були складовою провінції Міню. Належить до Бразької архідіоцезії Католицької церкви. Патрон — Діва Марія. Площа — 7,5777 км². Населення — 1116 ос. (2011). Слабо урбанізований регіон. Густота населення — 147,27 осіб/км²
. Код — 030410.

## Населення
| Кількість мешканців | Кількість мешканців | Кількість мешканців | Кількість мешканців | Кількість мешканців | Кількість мешканців | Кількість мешканців | Кількість мешканців | Кількість мешканців | Кількість мешканців | Кількість мешканців | Кількість мешканців | Кількість мешканців | Кількість мешканців | Кількість мешканців |
| ------------------- | ------------------- | ------------------- | ------------------- | ------------------- | ------------------- | ------------------- | ------------------- | ------------------- | ------------------- | ------------------- | ------------------- | ------------------- | ------------------- | ------------------- |
| 1864                | 1878                | 1890                | 1900                | 1911                | 1920                | 1930                | 1940                | 1950                | 1960                | 1970                | 1981                | 1991                | 2001                | 2011                |
| 724                 | 811                 | 711                 | 667                 | 732                 | 777                 | 797                 | 882                 | 978                 | 1 024               | 862                 | 978                 | 1 055               | 1 057               | 1 116               |